# Lijst van talen in de Comoren
Hieronder staan drie lijsten van talen in de Comoren. De Comoren kennen acht talen, inclusief belangrijke immigrantentalen, die allemaal levend zijn.

## Alfabetisch
- Comorees
- Frans
- Mwali-Comorees
- Ndzwani-Comorees
- Ngazidja-Comorees
- Plateaumalagasi
- Réunion-Creools Frans
- Standaardarabisch

## Volgens aantal sprekers in de Comoren
Onderstaande aantallen dateren uit 2005 en 2018.
1. Ndzwani-Comorees - 264 324
2. Comorees - 228 896
3. Frans - 216 174
4. Mwali-Comorees - 27 194
5. Plateaumalagasi - 700
6. Réunion-Creools Frans - 500

Onbekend: Standaardarabisch, Ngazidja-Comorees

## Volgens taalfamilie
- Afro-Aziatische talen (1 taal in de Comoren gesproken)
  - Semitische talen (1): Standaardarabisch
- Austronesische talen (1)
  - Malayo-Polynesische talen (1): Plateaumalagasi
- Creoolse talen (1)
  - Franse creoolse talen (1): Réunion-Creools Frans
- Indo-Europese talen (1)
  - Italische talen (1): Frans
- Niger-Congotalen (4)
  - Atlantische Congotalen (4): Comorees, Mwali-Comorees, Ndzwani-Comorees, Ngazidja-Comorees

Afrika · België · China · Comoren · Duitsland · Europa · Frankrijk · India · Indonesië · Israël · Luxemburg · Madagaskar · Mayotte · Namibië · Nederland · Réunion · Rusland · Spanje · Suriname · Taiwan · Verenigde Staten · Zuid-Afrika · Zwitserland